# Verzweigung Niederurnen
De Verzweigung Niederurnen is een knooppunt in Zwitserland. Op dit knooppunt bij Niederurnen sluit de A17 aan op de A3.

## Configuratie
Het knooppunt is een trompetknooppunt.